# Bernardita Catalla
Bernardita Leonido Catalla (n. 18 februarie 1958, Makati⁠(d), Filipine – d. 2 aprilie 2020, Beirut, Liban) a fost o diplomată de carieră filipineză, a cărei ultimă funcție a fost cea de ambasadoare a Filipinelor în Liban. Înainte de a-și reprezenta țara în Liban, a fost avut roluri similare în Hong Kong, Indonezia și Malaysia.

## Copilărie și educație
Catalla s-a născut pe data de 18 februarie 1958 în Makati, pe atunci parte din Provincia Rizal. A absolvit în 1979 de la Universitatea din Filipine Los Baños, cu o diplomă de licență în artele comunicării. Din 1987 până în 1993 a studiat la Universitatea din Filipine Diliman pentru o diplomă de master în cercetarea comunicării, iar în 1991 a absolvit cu o diplomă de master în studii de dezvoltare de la Institutul Internațional de Studii Sociale de la Universitatea Erasmus din Rotterdam.

## Carieră

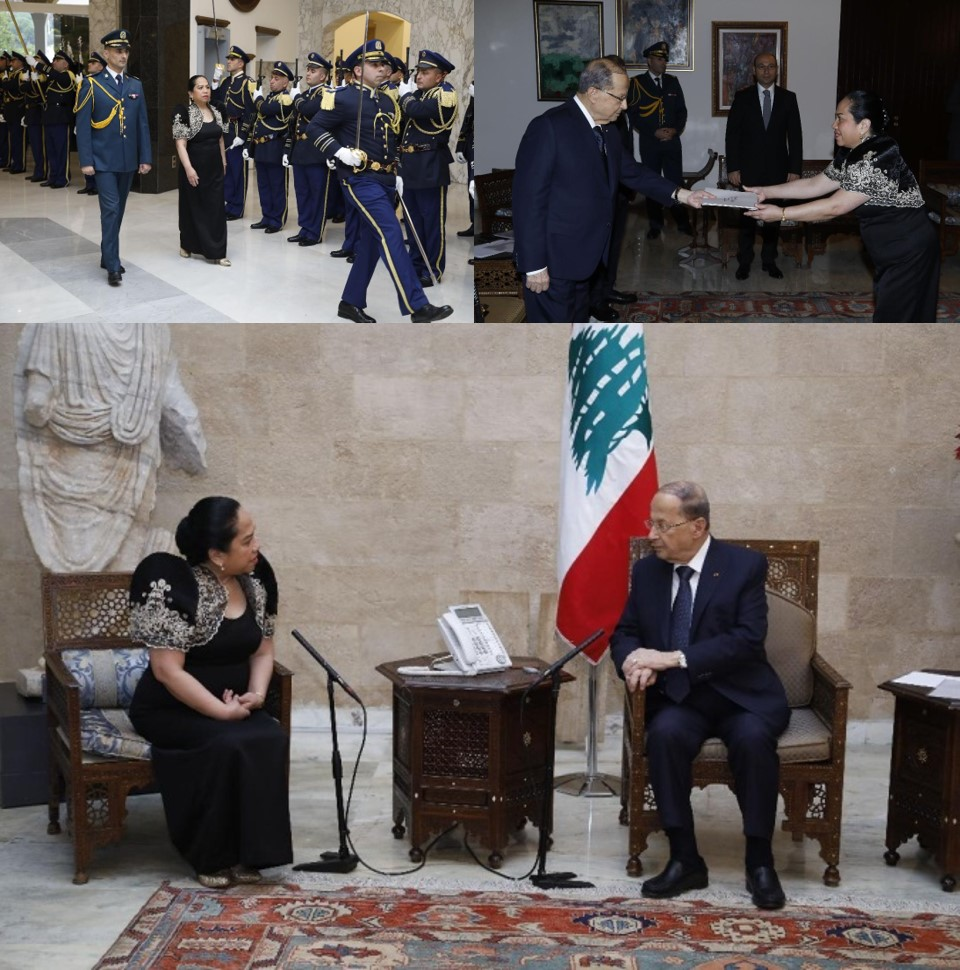
Ambasadoarea Catalla prezintă scrisoarea de acreditare Președintelui Michel Aoun din Liban pe 10 ianuarie 2018

Catalla intrat inițial în Serviciul de Externe al Filipinelor în 1993. A fost director adjunct și apoi director interimar al biroului ASEAN din 1994 până în 1995.
Din 1996 până în 2001, a fost repartizată la Ambasada Republicii Filipine din Kuala Lumpur, Malaysia, în calitate de vice-consul și apoi consul.
Ea a fost rechemată la acasă pentru a deveni director al Biroului Organizației Națiunilor Unite și Organizațiilor Internaționale din 2001 până în 2002 și Director Pașapoarte din 2002 până în 2005.
Ulterior, a fost consul al Filipinelor la Ambasada de la Jakarta din 2005 până în 2011 și Director al Biroului de Afaceri Asia & Pacific , din 2011 până în 2014.
A fost trimisă la consulatul filipinez din Hong Kong în calitate de consul general din 2014 până în 2017. În perioada petrecută în Hong Kong, a condus acțiunile de modificare a contractelor lucrătorilor domestici străini pentru a include o interdicție referitoare la curățatul ferestrelor periculoase, care, potrivit The Sun Hong Kong, a fost cea mai mare moștenire lăsată comunității filipineze din regiune.
După aceea, ea a fost promovată la Ambasada din Beirut ca ambasador din 2017 până la decesul său în 2020. Ca ambasador în Liban, ea a condus programul de repatriere voluntară în masa a lucrătorilor filipinezi migranți în țară.

## Deces
În aprilie 2020, a murit din cauza COVID-19 în Beirut, Liban.